# Gedanganak
Gedanganak is een bestuurslaag in het regentschap Semarang van de provincie Midden-Java, Indonesië. Gedanganak telt 13.930 inwoners (volkstelling 2010).